# Festivali i Këngës 2013
La cinquantaduesima edizione del Festivali i Këngës si è tenuta presso il palazzo dei Congressi di Tirana dal 26 al 28 dicembre 2013 e ha selezionato il rappresentante dell'Albania all'Eurovision Song Contest 2014.
La vincitrice è stata Hersi Matmuja con Zemërimi i një nate.

## Organizzazione
L'emittente radiotelevisiva albanese Radio Televizioni Shqiptar (RTSH) ha confermato la partecipazione dell'Albania all'Eurovision Song Contest 2014, ospitato dalla capitale danese, Copenaghen, il 15 luglio 2013, confermando l'organizzazione del Festivali i Këngës come metodo di selezione nazionale.

### Format
Il festival si è articolato in tre serate: due semifinali (26 e 27 dicembre) non competitive, nelle quali gli artisti hanno presentato i propri brani e hanno cantato in duetto altre note canzoni albanesi, e una finale (28 dicembre). I punteggi nella finale sono stati assegnati da una giuria di esperti nominata dall'emittente.

#### Giuria
La giuria è stata composta da:
- Agim Krajka, compositore;
- Aleksandër Lalo, compositore;
- Haig Zacharian, compositore, musicista e docente;
- Xhevahir Spahiu, scrittore;
- Petrit Malaj, attore;
- Eriona Rushiti, compositrice e musicologa;
- Bojken Lako, cantante.

## Partecipanti
La lista dei partecipanti in ordine alfabetico, annunciata dall'emittente:
| Artista                          | Brano                 | Musica (m) e testo (t)                     |
| -------------------------------- | --------------------- | ------------------------------------------ |
| Besiana Mehmeti & Shkodran Tolaj | Jam larg              | Vullnet Ibrahimi (m & t)                   |
| Blerina Braka                    | Mikja ime             | Gramoz Kozeli (m & t)                      |
| Edmond Mancaku & Entela Zhula    | Vetëm për ty          | Edmond Mancaku (m) e Alma Meraj (t)        |
| Frederik Ndoci                   | Një ditë shprese      | Frederik Ndoci (m) e Agim Doçi (t)         |
| Hersi Matmuja                    | Zemërimi i një nate   | Genti Lako (m) e Jorgo Papingji (l)        |
| Klodian Kaçani                   | Me ty                 | Klodian Qafoku (m) e Florian Zyka (t)      |
| Luiz Ejlli                       | Kthehu                | Marjan Deda (m) e Sokol Marsi (t)          |
| Lynx                             | Princesha             | Lynx (m & t)                               |
| Marjeta Billo                    | Ti mungon             | Lambert Jorganxhi (m) e Florian Zyka (t)   |
| NA                               | Jehona                | Enis Mullaj (m & t)                        |
| Renis Gjoka                      | Mjegulla              | Renis Gjoka (m & t) e Edmond Tupe (t)      |
| Rezarta Smaja                    | Në zemër              | Sokol Marsi (m & t)                        |
| Sajmir Braho                     | Grua                  | Endri Sina (m) e Sajmir Braho (t)          |
| Venera Lumani & Lindi Islami     | Natë e pare           | Endrit Shani (m) e Olti Curri (t)          |
| Xhejn & Enxhi Kumrija            | Kur qielli qan        | Xhejn Kumrija (m & t) ed Enxhi Kumrija (m) |
| Xhejsi Jorgaqi                   | Ëndërrat janë ëndërra | Xhejsi Jorgaqi (m & t)                     |

## Semifinali

### Prima semifinale
| # | Artista                       | Brano               | Duetto                   | Cover                                                       |
| - | ----------------------------- | ------------------- | ------------------------ | ----------------------------------------------------------- |
| 1 | Luiz Ejlli                    | Kthehu              | con Mira Konçi           | I thuaj jo (Ardit Gjebrea)                                  |
| 2 | Rezarta Smaja                 | Në zemër            | con Elton Deda           | Vjeshta (Redon Makashi)                                     |
| 3 | Edmond Mancaku & Entela Zhula | Vetëm për ty        | con Altin Goci           | S'ma njohe zemrën (Bashkim Alibali)                         |
| 4 | Venera Lumani & Lindi Islami  | Natë e pare         | con Olta Boka            | Jeta nuk është lodër (Albërie Hadërgjonaj)                  |
| 5 | Xhejn & Enxhi Kumrija         | Kur qielli qan      | con Redon Makashi        | Shi bie në Tiranë (Fitnete Tuda & Vlera Kastrati)           |
| 6 | Renis Gjoka                   | Mjegulla            | con Kejsi Tola           | Më dhe dritë nga syri yt (Irma Libohova)                    |
| 7 | Blerina Braka                 | Mikja ime           | con Kamela Islamaj       | Zhgënjimi (Alma Bektashi)                                   |
| 8 | Hersi Matmuja                 | Zemërimi i një nate | con Endri & Stefi Prifti | Ma ke prish gjumin e natës (Sabri Fejzullahu & Ledina Çelo) |

### Seconda semifinale
| # | Artista                          | Brano                 | Duetto              | Cover                                        |
| - | -------------------------------- | --------------------- | ------------------- | -------------------------------------------- |
| 1 | NA                               | Jehona                | con Kozma Dushi     | Gjeologës (Redon Makashi)                    |
| 2 | Marjeta Billo                    | Ti mungon             | con Juliana Pasha   | Dashuria e parë (Anita Bitri)                |
| 3 | Xhejsi Jorgaqi                   | Ëndërrat janë ëndërra | con Eranda Libohova | Gezimin njerzve u a shtoj (Liljana Kondakçi) |
| 4 | Klodian Kaçani                   | Me ty                 | con Rovena Dilo     | Rrjedh në këngë e ligjërime (Vaçe Zela)      |
| 5 | Frederik Ndoci                   | Një ditë shprese      | con Irma Libohova   | Shqipëri o vendi im (Avni Mula & Ema Qazimi) |
| 6 | Besiana Mehmeti & Shkodran Tolaj | Jam larg              | con Myfarete Laze   | A do të vish (Alo, Alo, Alo) (Luan Zhegu)    |
| 7 | Sajmir Braho                     | Grua                  | con Flaka Krelani   | Ecën në shi (Aleksandër Gjoka)               |
| 8 | Lynx                             | Princesha             | con Eneda Tarifa    | Jemi emri i vetë jetes (Tingulli i Zjarrtë)  |

## Finale
La finale si è tenuta il 28 dicembre 2013 alle 20:45 (UTC+1) presso il palazzo dei Congressi di Tirana ed è stata presentata da Enkel Demi e Klea Huta.
Si sono esibiti come interval acts: Emmelie de Forest (vincitrice per la Danimarca all'Eurovision Song Contest 2013), con Only Teardrops, e Elhaida Dani (vincitrice della prima edizione di The Voice of Italy).
| #  | Artista                          | Brano                 | Punteggio | Posizione |
| -- | -------------------------------- | --------------------- | --------- | --------- |
| 1  | Hersi Matmuja                    | Zemërimi i një nate   | 69        | 1°        |
| 2  | Besiana Mehmeti & Shkodran Tolaj | Jam larg              | 12        | 13°       |
| 3  | Luiz Ejlli                       | Kthehu                | 20        | 10°       |
| 4  | Frederik Ndoci                   | Një ditë shprese      | 33        | 5°        |
| 5  | NA                               | Jehona                | 25        | 7°        |
| 6  | Klodian Kaçani                   | Me ty                 | 45        | 2°        |
| 7  | Venera Lumani & Lindi Islami     | Natë e pare           | 37        | 4°        |
| 8  | Blerina Braka                    | Mikja ime             | 16        | 12°       |
| 9  | Xhejsi Jorgaqi                   | Ëndërrat janë ëndërra | 0         | 16°       |
| 10 | Xhejn & Enxhi Kumrija            | Kur qielli qan        | 28        | 6°        |
| 11 | Lynx                             | Princesha             | 6         | 15°       |
| 12 | Marjeta Billo                    | Ti mungon             | 18        | 11°       |
| 13 | Sajmir Braho                     | Grua                  | 40        | 3°        |
| 14 | Rezarta Smaja                    | Në zemër              | 25        | 7°        |
| 15 | Edmond Mancaku & Entela Zhula    | Vetëm për ty          | 10        | 14°       |
| 16 | Renis Gjoka                      | Mjegulla              | 22        | 9°        |

## All'Eurovision Song Contest

### Verso l'evento
Dopo la vittoria al festival è stato deciso di presentare una versione modificata e tradotta in inglese di Zemërimi i një nate, intitolata One Night's Anger.
Per promuovere il proprio brano Hersi ha preso parte all'Eurovision in Concert di Amsterdam.

### Performance
Per la propria esibizione Hersi ha indossato un lungo abito giallo disegnato da Blerina Kllokoqi Rugova. La cantante si è esibita su un piedistallo mentre lo sfondo era caratterizzato da un paesaggio nuvoloso e scuro.
La cantante è stata affiancata da un chitarrista (Dorian Metohu), un batterista e due coristi (Erga Halilaj e Olsa Papandili).

### Trasmissione dell'evento e commentatori
L'intero evento è stato trasmesso su TVSH, RTSH Muzikë e Radio Tirana con il commento di Andri Xhahu, che ha anche annunciato i punteggi assegnati dall'Albania in finale.

### Voto

#### Giuria
La giuria albanese per l'Eurovision Song Contest 2014:
- Edmond Zhulali, compositore, produttore e presidente di giuria;
- Alfred Kacinari, compositore e produttore;
- Jetmir Barbullushi, compositore, presentatore e musicista;
- Mira Tuci, giornalista;
- Engjell Ndocaj, giornalista, produttore e direttore.

#### Punti assegnati all'Albania
| 12           | 10 | 8 | 7                    | 6             |
| ------------ | -- | - | -------------------- | ------------- |
| - Montenegro |    |   |                      |               |
| 5            | 4  | 3 | 2                    | 1             |
| - San Marino |    |   | - Belgio - Danimarca | - Paesi Bassi |

#### Punti assegnati dall'Albania
| Punti | Paese       |
| ----- | ----------- |
| 12    | Montenegro  |
| 10    | Ungheria    |
| 8     | San Marino  |
| 7     | Azerbaigian |
| 6     | Svezia      |
| 5     | Armenia     |
| 4     | Moldavia    |
| 3     | Ucraina     |
| 2     | Paesi Bassi |
| 1     | Portogallo  |

| Punti | Paese      |
| ----- | ---------- |
| 12    | Spagna     |
| 10    | Italia     |
| 8     | Ungheria   |
| 7     | Svezia     |
| 6     | Montenegro |
| 5     | Austria    |
| 4     | Germania   |
| 3     | San Marino |
| 2     | Grecia     |
| 1     | Malta      |